# Vääränkarinkurkku
Vääränkarinkurkku är en fjärd i Finland. Den ligger i Rimito i landskapet Egentliga Finland, i den sydvästra delen av landet, 170 km väster om huvudstaden Helsingfors.
Vääränkarinkurkku avgränsas av Hiiri i sydväst, Tammisluoto i väster, Vääräkari i nordväst och Rimito i öster. Den ansluter till viken Suikkilanlahti i öster.